# Verrucariales
Verrucariales is een orde van Eurotiomycetes uit de subklasse Chaetothyriomycetidae.

## Taxonomie
De taxonomische indeling van Verrucariales  is als volgt:
Orde: Verrucariales
- Familie: Adelococcaceae
- Familie: Sarcopyreniaceae
- Familie: Verrucariaceae

De volgende geslachten zijn incertae sedis geplaatst:
- Botryolepraria
- Gemmaspora
- Kalbiana
- Merismatium